# Drablinka

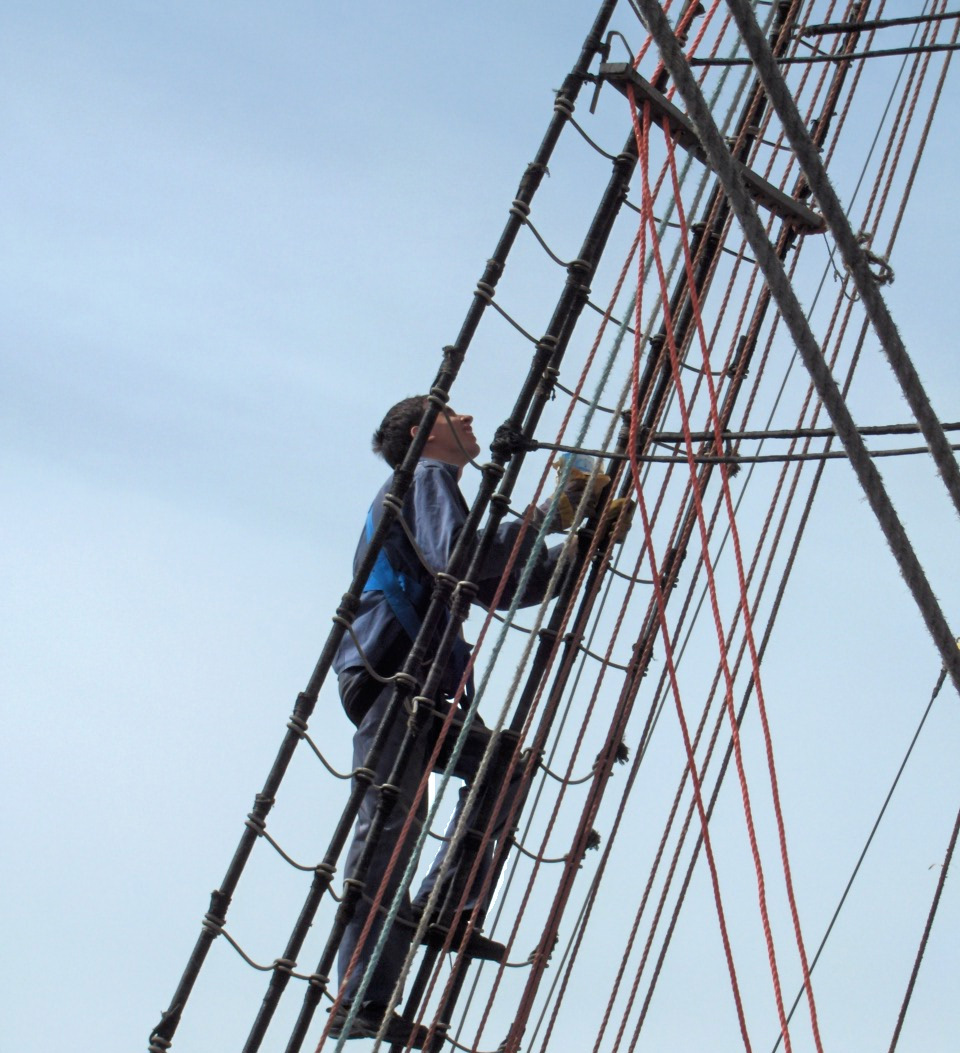

Drablinka, drablina, wyblinka, szczebel linowy – krótka linka łącząca poziomo dwie sąsiednie wanty, tworząca w ten sposób szczebel drabiny linowej wykorzystywanej do wspinania się na maszt.
Utworzone w ten sposób drabinki są zwykle szerokości wielu want, a służą do dotarcia do platformy salingu, czyli miejsca łączenia się elementów masztu wieloczęściowego, lub do dotarcia do innego charakterystycznego miejsca ma maszcie, np. do odejścia rozpórek. Drabinki łączące pomiędzy sobą wyższe części masztów, występują zazwyczaj w postaci pojedynczej pary want z drablinkami, a nazywa się je drabinkami Jakuba.
Wanty z drablinkami tworzyły charakterystyczny element wyglądu starych żaglowców. Do dziś popularne są na żaglowcach szkolnych i stylizowanych na stare, oraz tam, gdzie konstrukcja masztu uniemożliwia przymocowanie do samego masztu odpowiednich uchwytów-stopni.
Drablinkę przywiązuje się do wanty węzłem wyblinkowym, czyli węzłem specjalnie wymyślonym do wiązania lin cienkich na linach (lub innych przedmiotach) o większym obwodzie. Potocznie wyblinką nazywa się sam węzeł wyblinkowy i drablinkę.